# Viking Fotballklubb 2020
Questa voce raccoglie le informazioni riguardanti il Viking Fotballklubb nelle competizioni ufficiali della stagione 2020.

## Stagione
A causa della pandemia di COVID-19, il 12 marzo 2020 è stato reso noto che la Norges Fotballforbund aveva inizialmente rinviato l'inizio dell'attività calcistica al 15 aprile. A seguito della decisione del ministero della cultura di vietare la ripresa delle attività fino al 15 giugno, i calendari del campionato sono stati ancora rimodulati. Il 7 maggio, il ministro della cultura Abid Raja ha confermato che l'Eliteserien sarebbe ricominciata il 16 giugno. Il 12 giugno, Raja ha reso noto che sarebbe stata permessa una capienza massima di 200 spettatori. Dal 30 settembre, la capienza è stata aumentata a 600 spettatori.
Il 10 settembre 2020, la Norges Fotballforbund – dopo diversi rinvii – ha dovuto annullare l'edizione stagionale del Norgesmesterskapet, a causa dell'impossibilità di disputare tutte le partite previste a causa della condensazione del calendario del campionato. Anche il calciomercato è stato organizzato quindi diversamente, con una sessione estiva e una autunnale.
Il Viking ha chiuso l'annata al 6º posto finale, mentre l'avventura in Europa League è terminata al secondo turno di qualificazione, con l'eliminazione subita per mano dell'Aberdeen. Fredrik Torsteinbø è stato il giocatore più utilizzato in stagione, a quota 31 presenze. Veton Berisha è stato invece il miglior marcatore, con 16 reti all'attivo.

## Maglie e sponsor
Lo sponsor tecnico per la stagione 2020 è stato Diadora, mentre lo sponsor ufficiale è stato Lyse Energi. La divisa casalinga è composta da una maglietta blu scuro con inserti bianchi, pantaloncini bianchi e calzettoni blu scuro. Quella da trasferta era invece composta da un completo color lilla, con rifiniture blu scuro.
| Casa | Trasferta |

## Rosa
| N. |                          | Ruolo | Calciatore           |
| -- | ------------------------ | ----- | -------------------- |
| 1  | Norvegia (bandiera)      | P     | Iven Austbø          |
| 2  | Norvegia (bandiera)      | D     | Herman Haugen        |
| 3  | Norvegia (bandiera)      | D     | Viljar Vevatne       |
| 5  | Islanda (bandiera)       | D     | Axel Óskar Andrésson |
| 6  | Norvegia (bandiera)      | D     | Runar Hove           |
| 7  | Kosovo (bandiera)        | A     | Zymer Bytyqi         |
| 8  | Nuova Zelanda (bandiera) | C     | Joe Bell             |
| 9  | Norvegia (bandiera)      | C     | Fredrik Torsteinbø   |
| 10 | Norvegia (bandiera)      | A     | Tommy Høiland        |
| 11 | Norvegia (bandiera)      | C     | Yann-Erik de Lanlay  |
| 13 | Galles (bandiera)        | P     | Michael Crowe        |
| 14 | Norvegia (bandiera)      | A     | Veton Berisha        |
| 15 | Norvegia (bandiera)      | C     | Johnny Furdal        |
| 16 | Norvegia (bandiera)      | A     | Even Østensen        |
| 17 | Norvegia (bandiera)      | D     | Sebastian Sebulonsen |
| 18 | Norvegia (bandiera)      | D     | Sondre Bjørshol      |

| N. |                     | Ruolo | Calciatore              |
| -- | ------------------- | ----- | ----------------------- |
| 19 | Norvegia (bandiera) | C     | Sondre Auklend          |
| 20 | Kosovo (bandiera)   | A     | Ylldren Ibrahimaj       |
| 21 | Norvegia (bandiera) | C     | Harald Nilsen Tangen    |
| 22 | Norvegia (bandiera) | P     | Arild Østbø             |
| 23 | Norvegia (bandiera) | D     | Rolf Daniel Vikstøl     |
| 24 | Norvegia (bandiera) | C     | Kristoffer Løkberg      |
| 25 | Norvegia (bandiera) | D     | Sebastian Henriksen     |
| 26 | Norvegia (bandiera) | A     | Jefferson de Souza      |
| 27 | Islanda (bandiera)  | C     | Samúel Kári Friðjónsson |
| 30 | Norvegia (bandiera) | D     | Adrian Pereira          |
| 34 | Norvegia (bandiera) | D     | Kristoffer Paulsen      |
| 35 | Norvegia (bandiera) | D     | Henrik Heggheim         |
| 41 | Norvegia (bandiera) | P     | Trym Sølvberg Ur        |
| 43 | Norvegia (bandiera) | D     | Anders Hiim             |
| 45 | Norvegia (bandiera) | C     | Heine Åsen Larsen       |

## Calciomercato

### Sessione invernale(dal 09/01 al 01/04)
| Arrivi           | Arrivi               | Arrivi     | Arrivi        |
| R.               | Nome                 | da         | Modalità      |
| ---------------- | -------------------- | ---------- | ------------- |
| P                | Arild Østbø          |            | svincolato    |
| D                | Herman Haugen        |            | svincolato    |
| D                | Sebastian Sebulonsen | Sola       | definitivo    |
| C                | Joe Bell             |            | svincolato    |
| C                | Yann-Erik de Lanlay  |            | svincolato    |
| A                | Veton Berisha        | Brann      | definitivo    |
| A                | Jefferson de Souza   | Brodd      | definitivo    |
| Altre operazioni |                      |            |               |
| R.               | Nome                 | da         | Modalità      |
| C                | Lasse Berg Johnsen   | Tromsdalen | fine prestito |

| Partenze | Partenze                | Partenze    | Partenze      |
| R.       | Nome                    | a           | Modalità      |
| -------- | ----------------------- | ----------- | ------------- |
| P        | Amund Wichne            |             | svincolato    |
| D        | Tord Johnsen Salte      | Sandnes Ulf | prestito      |
| C        | Lasse Berg Johnsen      | Raufoss     | definitivo    |
| C        | André Danielsen         |             | ritiro        |
| C        | Samúel Kári Friðjónsson | Vålerenga   | fine prestito |
| C        | Kristian Thorstvedt     | Genk        | definitivo    |
| A        | Jostein Ekeland         |             | svincolato    |
| A        | Benjamin Källman        | Inter Turku | fine prestito |
| A        | Usman Sale              |             | svincolato    |
| A        | Zlatko Tripić           | Göztepe     | definitivo    |

### Sessione estiva(dal 10/06 al 30/06)
| Arrivi | Arrivi | Arrivi | Arrivi   |
| R.     | Nome   | da     | Modalità |
| ------ | ------ | ------ | -------- |

| Partenze | Partenze      | Partenze        | Partenze |
| R.       | Nome          | a               | Modalità |
| -------- | ------------- | --------------- | -------- |
| D        | Herman Haugen | Ullensaker/Kisa | prestito |

### Tra la sessione estiva e la sessione autunnale
| Arrivi | Arrivi        | Arrivi | Arrivi     |
| R.     | Nome          | da     | Modalità   |
| ------ | ------------- | ------ | ---------- |
| P      | Michael Crowe |        | svincolato |

| Partenze | Partenze             | Partenze | Partenze |
| R.       | Nome                 | a        | Modalità |
| -------- | -------------------- | -------- | -------- |
| C        | Harald Nilsen Tangen | Åsane    | prestito |

### Sessione autunnale(dall'08/09 al 05/10)
| Arrivi | Arrivi                  | Arrivi    | Arrivi   |
| R.     | Nome                    | da        | Modalità |
| ------ | ----------------------- | --------- | -------- |
| C      | Samúel Kári Friðjónsson | Paderborn | prestito |

| Partenze | Partenze       | Partenze | Partenze   |
| R.       | Nome           | a        | Modalità   |
| -------- | -------------- | -------- | ---------- |
| D        | Adrian Pereira | PAOK     | definitivo |

## Risultati

### Eliteserien

#### Girone di andata
| Arbitro: | Hagenes (Flaktveit) |

|                             |           |                                                   |
| Torsteinbø 21’ Østensen 42’ | Marcatori | 27’ Saltnes 57’ J. Hauge 70’ Fet 81’ Zinckernagel |

| Arbitro: | Skjerven (Kaupanger) |

|                                  |           |  |
| Bamba 52’ Koomson 61’ Hustad 90’ | Marcatori |  |

| Arbitro: | Steen (Bergen) |

|                    |           |             |
| Berisha 41’ (rig.) | Marcatori | 19’ Ibrahim |

| Arbitro: | Eskås (Oslo) |

|                           |           |               |
| Vilhjálmsson 18’ Vega 86’ | Marcatori | 72’ Ibrahimaj |

| Arbitro: | Saggi (Drammen) |

|                         |           |  |
| Løkberg 56’ Berisha 60’ | Marcatori |  |

| Arbitro: | Hobber Nilsen (Oslo) |

|             |           |            |
| Schulze 75’ | Marcatori | 84’ Bytyqi |

| Arbitro: | Skjerven (Kaupanger) |

|             |           |                           |
| Vevatne 61’ | Marcatori | 17’ Lauritsen 90’ Lunding |

| Arbitro: | Hagen (Grue) |

|                                                                |           |  |
| James 5’ (rig.), 63’ Hussain 13’ Wingo 76’ Ulland Andersen 80’ | Marcatori |  |

| Arbitro: | Hagenes (Flaktveit) |

|  |           |                          |
|  | Marcatori | 30’ Ibrahimaj 80’ Bytyqi |

| Arbitro: | Amland (Bergen) |

|                             |           |  |
| Løkberg 3’ Pereira 36’, 46’ | Marcatori |  |

| Arbitro: | Eskås (Oslo) |

|                                    |           |  |
| Helland 40’ Hovland 56’ Børven 78’ | Marcatori |  |

| Arbitro: | Saggi (Drammen) |

|             |           |                             |
| Berisha 12’ | Marcatori | 65’ Skarsem 87’ D. Ulvestad |

| Arbitro: | Skjerven (Kaupanger) |

|                                  |           |                         |
| Orry Larsen 6’ Castro 80’ (rig.) | Marcatori | 24’, 41’ (rig.) Berisha |

| Arbitro: | Hansen Grøtta |

|                                    |           |                                      |
| Berisha 42’, 58’ (rig.) Bytyqi 53’ | Marcatori | 22’ Lundal 29’ Bohinen 81’ Kinoshita |

| Arbitro: | Steen (Bergen) |

|  |           |                          |
|  | Marcatori | 74’ (aut.) Jack 90’ Bell |

#### Girone di ritorno
| Arbitro: | Saggi (Drammen) |

|                                          |           |                                   |
| Berisha 58’ Ibrahimaj 72’ Torsteinbø 76’ | Marcatori | 67’ Ulland Andersen 90’ Ellingsen |

| Arbitro: | Eskås (Oslo) |

|                             |           |                                               |
| Pellegrino 39’, 80’ Bye 75’ | Marcatori | 4’, 61’ Berisha 69’, 72’ Bytyqi 86’ Ibrahimaj |

| Arbitro: | Hagenes (Flaktveit) |

|                                                        |           |                                            |
| Bytyqi 5’, 73’ Berisha 65’ (rig.) Vikstøl 76’ Bell 90’ | Marcatori | 26’ (rig.) Bolkan Nordli 82’ (rig.) Haugen |

| Arbitro: | Skjerven (Kaupanger) |

|           |           |                        |
| Liseth 3’ | Marcatori | 35’ Bytyqi 69’ Høiland |

| Arbitro: | Hafsås (Trondheim) |

|                           |           |                       |
| Vevatne 76’ de Lanlay 90’ | Marcatori | 53’ Salvesen 74’ Hove |

| Arbitro: | S. Smehus Kringstad (Oslo) |

|                                    |           |  |
| Bakenga 18’, 51’ Jos. Kitolano 58’ | Marcatori |  |

| Arbitro: | Eskås (Oslo) |

|  |           |           |
|  | Marcatori | 24’ Wadji |

| Arbitro: | Saggi (Drammen) |

|           |           |            |
| Kassi 31’ | Marcatori | 41’ Bytyqi |

| Arbitro: | Steen (Bergen) |

|                                             |           |  |
| Berisha 9’ (rig.) de Lanlay 20’ Vevatne 42’ | Marcatori |  |

| Arbitro: | Aslam |

|           |           |                    |
| Utvik 53’ | Marcatori | 60’, 72’ Ibrahimaj |

| Arbitro: | Hafsås (Trondheim) |

|                                                    |           |            |
| Sebulonsen 21’ Friðjónsson 62’ Torsteinbø 70’, 72’ | Marcatori | 90’ Kabran |

| Arbitro: | Smehus Kringstad (Oslo) |

|                           |           |  |
| Berisha 17’ Ibrahimaj 66’ | Marcatori |  |

| Arbitro: | Aslam |

|               |           |                  |
| Rufo 25’, 74’ | Marcatori | 76’, 89’ Berisha |

| Arbitro: | Saggi (Drammen) |

|                        |           |                 |
| Berisha 82’ Bytyqi 89’ | Marcatori | 45’, 49’ Dønnum |

| Arbitro: | Hagenes (Flaktveit) |

|                         |           |  |
| Fet 14’ Junker 22’, 89’ | Marcatori |  |

### Europa League
| Arbitro: | Glova |

|  |           |                         |
|  | Marcatori | 45’ McCrorie 78’ Hedges |

## Statistiche

### Statistiche di squadra
| Competizione  | Punti | In casa | In casa | In casa | In casa | In casa | In casa | In trasferta | In trasferta | In trasferta | In trasferta | In trasferta | In trasferta | Totale | Totale | Totale | Totale | Totale | Totale | DR |
| Competizione  | Punti | G       | V       | N       | P       | Gf      | Gs      | G            | V            | N            | P            | Gf           | Gs           | G      | V      | N      | P      | Gf     | Gs     | DR |
| ------------- | ----- | ------- | ------- | ------- | ------- | ------- | ------- | ------------ | ------------ | ------------ | ------------ | ------------ | ------------ | ------ | ------ | ------ | ------ | ------ | ------ | -- |
| Eliteserien   | 44    | 15      | 7       | 4       | 4       | 34      | 22      | 15           | 5            | 4            | 6            | 20           | 30           | 30     | 12     | 8      | 10     | 54     | 52     | +2 |
| Europa League | -     | 1       | 0       | 0       | 1       | 0       | 2       | 0            | 0            | 0            | 0            | 0            | 0            | 1      | 0      | 0      | 1      | 0      | 2      | -2 |
| Totale        | -     | 16      | 7       | 4       | 5       | 34      | 24      | 15           | 5            | 4            | 6            | 20           | 30           | 31     | 12     | 8      | 11     | 54     | 54     | 0  |

### Andamento in campionato
| Giornata  | 1  | 2  | 3  | 4  | 5  | 6  | 7  | 8  | 9  | 10 | 11 | 12 | 13 | 14 | 15 | 16 | 17 | 18 | 19 | 20 | 21 | 22 | 23 | 24 | 25 | 26 | 27 | 28 | 29 | 30 |
| --------- | -- | -- | -- | -- | -- | -- | -- | -- | -- | -- | -- | -- | -- | -- | -- | -- | -- | -- | -- | -- | -- | -- | -- | -- | -- | -- | -- | -- | -- | -- |
| Luogo     | C  | T  | C  | T  | C  | T  | C  | T  | T  | C  | T  | C  | T  | C  | T  | C  | T  | C  | T  | C  | T  | C  | T  | C  | T  | C  | C  | T  | C  | T  |
| Risultato | P  | P  | N  | P  | V  | N  | P  | P  | V  | V  | P  | P  | N  | N  | V  | V  | V  | V  | V  | N  | P  | P  | N  | V  | V  | V  | V  | N  | N  | P  |
| Posizione | 15 | 14 | 13 | 15 | 12 | 12 | 13 | 14 | 12 | 10 | 12 | 13 | 13 | 14 | 12 | 10 | 8  | 7  | 7  | 7  | 7  | 8  | 8  | 7  | 7  | 7  | 7  | 6  | 6  | 6  |

Fonte:  Eliteserien 2020, su altomfotball.no, Altomfotball. URL consultato il 22 ottobre 2022 (archiviato dall'url originale il 20 settembre 2022).
Legenda:

Luogo: C = Casa; T = Trasferta. Risultato: V = Vittoria; N = Pareggio; P = Sconfitta.

### Statistiche dei giocatori
| Giocatore        | Eliteserien | Eliteserien | Eliteserien | Eliteserien | Coppa nazionale | Coppa nazionale | Coppa nazionale | Coppa nazionale | Europa League | Europa League | Europa League | Europa League | Altre coppe | Altre coppe | Altre coppe | Altre coppe | Totale   | Totale | Totale      | Totale     |
| Giocatore        | Presenze    | Reti        | Ammonizioni | Espulsioni  | Presenze        | Reti            | Ammonizioni     | Espulsioni      | Presenze      | Reti          | Ammonizioni   | Espulsioni    | Presenze    | Reti        | Ammonizioni | Espulsioni  | Presenze | Reti   | Ammonizioni | Espulsioni |
| ---------------- | ----------- | ----------- | ----------- | ----------- | --------------- | --------------- | --------------- | --------------- | ------------- | ------------- | ------------- | ------------- | ----------- | ----------- | ----------- | ----------- | -------- | ------ | ----------- | ---------- |
| A. Andrésson     | 17          | 0           | 0           | 0           |                 |                 |                 |                 | 1             | 0             | 0             | 0             |             |             |             |             | 18       | 0      | 0           | 0          |
| H. Åsen Larsen   | 0           | 0           | 0           | 0           |                 |                 |                 |                 | 0             | 0             | 0             | 0             |             |             |             |             | 0        | 0      | 0           | 0          |
| S. Auklend       | 16          | 0           | 1           | 0           |                 |                 |                 |                 | 0             | 0             | 0             | 0             |             |             |             |             | 16       | 0      | 1           | 0          |
| I. Austbø        | 17          | -25         | 1           | 0           |                 |                 |                 |                 | 1             | -2            | 0             | 0             |             |             |             |             | 18       | -27    | 1           | 0          |
| J. Bell          | 29          | 2           | 4           | 0           |                 |                 |                 |                 | 1             | 0             | 0             | 0             |             |             |             |             | 30       | 2      | 4           | 0          |
| V. Berisha       | 28          | 16          | 3           | 0           |                 |                 |                 |                 | 1             | 0             | 0             | 0             |             |             |             |             | 29       | 16     | 3           | 0          |
| S. Bjørshol      | 10          | 0           | 1           | 0           |                 |                 |                 |                 | 1             | 0             | 0             | 0             |             |             |             |             | 11       | 0      | 1           | 0          |
| Z. Bytyqi        | 29          | 10          | 2           | 0           |                 |                 |                 |                 | 1             | 0             | 0             | 0             |             |             |             |             | 30       | 10     | 2           | 0          |
| M. Crowe         | 1           | -3          | 0           | 0           |                 |                 |                 |                 | 0             | 0             | 0             | 0             |             |             |             |             | 1        | -3     | 0           | 0          |
| Y. de Lanlay     | 19          | 2           | 0           | 0           |                 |                 |                 |                 | 1             | 0             | 0             | 0             |             |             |             |             | 20       | 2      | 0           | 0          |
| J. de Souza      | 6           | 0           | 0           | 0           |                 |                 |                 |                 | 0             | 0             | 0             | 0             |             |             |             |             | 6        | 0      | 0           | 0          |
| S. Friðjónsson   | 7           | 1           | 0           | 0           |                 |                 |                 |                 | -             | -             | -             | -             |             |             |             |             | 7        | 1      | 0           | 0          |
| J. Furdal        | 11          | 0           | 0           | 0           |                 |                 |                 |                 | 0             | 0             | 0             | 0             |             |             |             |             | 11       | 0      | 0           | 0          |
| H. Haugen        | 0           | 0           | 0           | 0           |                 |                 |                 |                 | 0             | 0             | 0             | 0             |             |             |             |             | 0        | 0      | 0           | 0          |
| H. Heggheim      | 26          | 0           | 2           | 0           |                 |                 |                 |                 | 1             | 0             | 0             | 0             |             |             |             |             | 27       | 0      | 2           | 0          |
| S. Henriksen     | 0           | 0           | 0           | 0           |                 |                 |                 |                 | 0             | 0             | 0             | 0             |             |             |             |             | 0        | 0      | 0           | 0          |
| A. Hiim          | 0           | 0           | 0           | 0           |                 |                 |                 |                 | 0             | 0             | 0             | 0             |             |             |             |             | 0        | 0      | 0           | 0          |
| T. Høiland       | 26          | 1           | 5           | 0           |                 |                 |                 |                 | 1             | 0             | 0             | 0             |             |             |             |             | 27       | 1      | 5           | 0          |
| R. Hove          | 3           | 0           | 0           | 0           |                 |                 |                 |                 | 0             | 0             | 0             | 0             |             |             |             |             | 3        | 0      | 0           | 0          |
| Y. Ibrahimaj     | 29          | 7           | 4           | 0           |                 |                 |                 |                 | 1             | 0             | 0             | 0             |             |             |             |             | 30       | 7      | 4           | 0          |
| K. Løkberg       | 24          | 2           | 4           | 0           |                 |                 |                 |                 | 0             | 0             | 0             | 0             |             |             |             |             | 24       | 2      | 4           | 0          |
| H. Nilsen Tangen | 5           | 0           | 0           | 0           |                 |                 |                 |                 | 0             | 0             | 0             | 0             |             |             |             |             | 5        | 0      | 0           | 0          |
| A. Østbø         | 13          | -24         | 1           | 0           |                 |                 |                 |                 | 0             | 0             | 0             | 0             |             |             |             |             | 13       | -24    | 1           | 0          |
| E. Østensen      | 17          | 1           | 3           | 0           |                 |                 |                 |                 | 1             | 0             | 0             | 0             |             |             |             |             | 18       | 1      | 3           | 0          |
| K. Paulsen       | 1           | 0           | 0           | 0           |                 |                 |                 |                 | 0             | 0             | 0             | 0             |             |             |             |             | 1        | 0      | 0           | 0          |
| A. Pereira       | 15          | 2           | 0           | 0           |                 |                 |                 |                 | 0             | 0             | 0             | 0             |             |             |             |             | 15       | 2      | 0           | 0          |
| S. Sebulonsen    | 20          | 1           | 0           | 0           |                 |                 |                 |                 | 0             | 0             | 0             | 0             |             |             |             |             | 20       | 1      | 0           | 0          |
| T. Sølvberg Ur   | 0           | 0           | 0           | 0           |                 |                 |                 |                 | 0             | 0             | 0             | 0             |             |             |             |             | 0        | 0      | 0           | 0          |
| F. Torsteinbø    | 30          | 4           | 3           | 0           |                 |                 |                 |                 | 1             | 0             | 0             | 0             |             |             |             |             | 31       | 4      | 3           | 0          |
| V. Vevatne       | 27          | 3           | 5           | 0           |                 |                 |                 |                 | 1             | 0             | 0             | 0             |             |             |             |             | 28       | 3      | 5           | 0          |
| R. Vikstøl       | 18          | 1           | 6           | 0           |                 |                 |                 |                 | 1             | 0             | 0             | 0             |             |             |             |             | 19       | 1      | 6           | 0          |